# Чорна Гора (Словаччина)

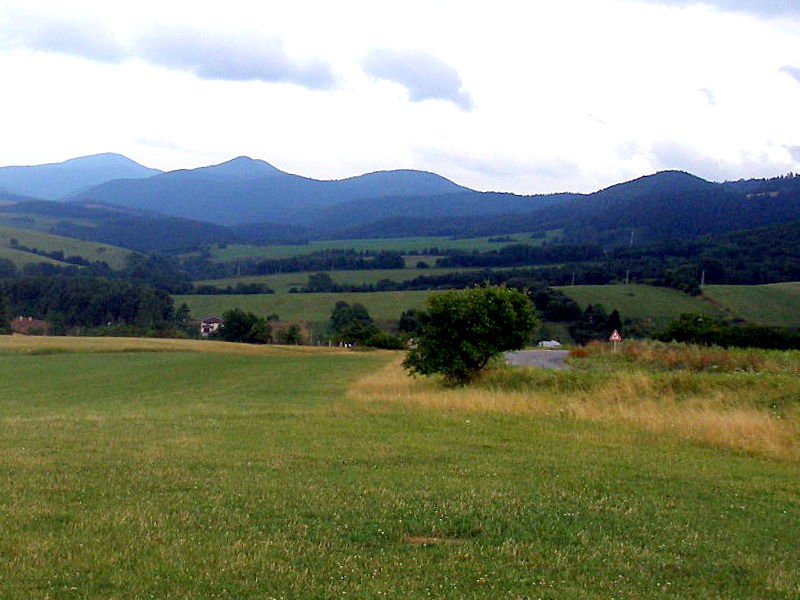
Гірський масив Ч'ерна гора

Ч'єрна Гора (словац. Čierna hora) — гірський масив на сході Словаччини між Горнадом і Торисою, частина Словацьких Рудних гір Найвища точка — гора Рогачка (словац. Roháčka) 1028 м НРМ. На території гірського масиву збудовано водосховище Ружін (словац. Ružín)

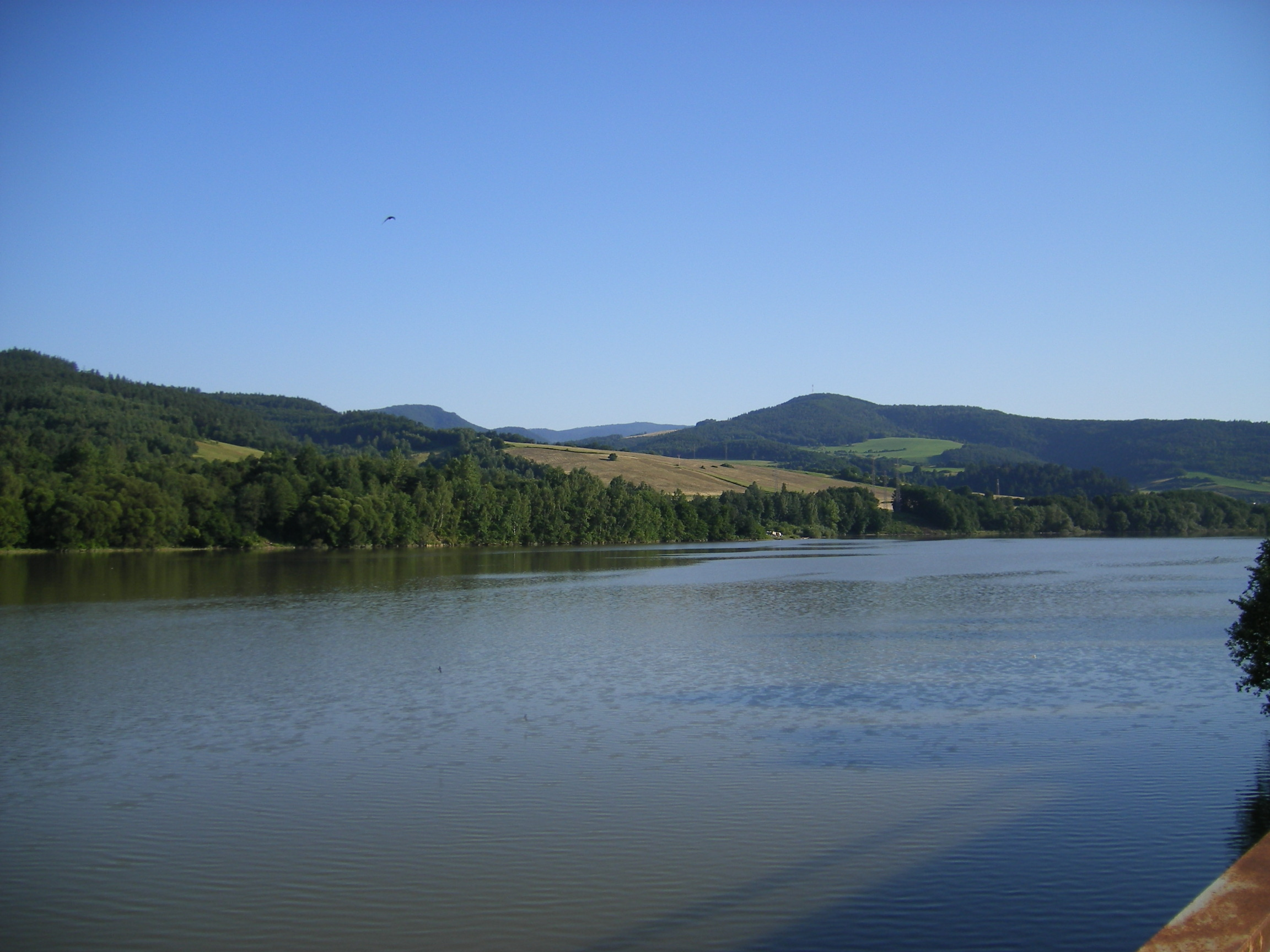
Водосховище Ружін

Гори вкриті в основному буковими лісами.

## Частини
- Горнадске передгіря (словац. Hornádske predhorie)
- Сопотніцке врхі (словац. Sopotnické vrchy)
- Буяновске врхі (словац. Bujanovské vrchy)
- Рогачка з горою Чіерна гора (словац. Rohačka (s vrchom Čierna hora))
- Вісокі врх (словац. Vysoký vrch)
- Кавечани (словац. Kavečany)

## Річки
- Крижованка
- Чрмель